# Shafter (Kalifornia)
Shafter város az USA Kalifornia államában, Kern megyében. Lakosainak száma 19 953 fő (2020. április 1.).

## Népesség
A település népességének változása:

| 2010 | 16 988 |
| 2020 | 19 953 |